# Homogenic
Homogenic là album phòng thu thứ tư của nữ nhạc sĩ người Iceland Björk. Do Björk sản xuất cùng Mark Bell, Guy Sigsworth, Howie B và Markus Dravs, album phát hành vào tháng 9 năm 1997 bởi hãng thu âm One Little Indian Records. Homogenic đánh dấu phong cách âm nhạc mới mẻ ở Björk khi kết hợp nhịp điện tử và nhạc cụ bộ dây vào các thể loại âm nhạc trước đây của cô, với những bài hát tri ân đến quê nhà Iceland. Homogenic ban đầu được sản xuất tại nhà của cô ở Luân Đôn nhưng sau đó thu âm tại Tây Ban Nha. Đây cũng là lần hợp tác sản xuất đầu tiên giữa Björk và Mark Bell, người được cô xem là nguồn ảnh hưởng lớn đến sự nghiệp âm nhạc của mình.
Homogenic mang về những lời tán thưởng từ phía các nhà phê bình âm nhạc và giành một đề cử giải Grammy cho "Album nhạc alternative xuất sắc nhất". Album đạt đến vị trí thứ 28 tại Billboard 200, vị trí thứ 4 trên UK Albums Chart và đạt chứng nhận đĩa Vàng bởi British Phonographic Industry trong chưa đầy một tháng phát hành. Có 5 đĩa đơn phát hành từ Homogenic, với "All Is Full of Love" là đĩa đơn duy nhất xếp hạng tại Mỹ. Trong khi thực hiện chuyến lưu diễn quảng bá Homogenic Tour, Björk được chẩn đoán mắc bệnh viêm thận và buộc phải hủy các đêm diễn tại Hoa Kỳ.

## Sản xuất

### Tại Maida Vale
Sau chuyến lưu diễn rộng khắp vào năm 1996, Björk trở về nhà tại Maida Vale và khẩn trương sáng tác những bài hát mới như một dạng trị liệu. Björk muốn đưa kỹ sư thu âm Markus Dravs đến phòng thu tại nhà của cô để bắt đầu thực hiện một album với "một âm thanh giản dị" và "chỉ một gia vị duy nhất". Album ban đầu có tựa đề Homogeneous nhưng sau đó Björk đổi lại thành Homogenic.
Các buổi thu âm giữa Dravs và Björk diễn ra một cách tự nhiên và Björk chỉ rời khỏi phòng thu để nấu ăn cho cả hai. Một trong những bài hát đầu tiên sáng tác tại đây là "5 Years", với phần nhịp nhanh do Dravs tạo nên. Tiến trình thực hiện Homogenic sau đó bị đình trệ do phản ứng của giới truyền thông về vụ tự sát của kẻ đeo bám Björk, Ricardo López. Để đối mặt với căng thẳng khi phải ở nhà trong lúc diễn ra sự cố này, Björk tưởng tượng mình là nhân vật chính trong một loạt phim dài tập tiếng Tây Ban Nha. Hình tượng của nhân vật này là cảm hứng cho bài hát "So Broken" mà cô hát cho chính mình nghe tại phòng bếp. Bài hát sau đó xuất hiện trong phiên bản tại Nhật của album.

### Tại Málaga
Để thu âm trong phạm vi riêng tư và tránh khỏi mối quan tâm đột ngột của giới truyền thông, tay trống lưu diễn Trevor Morais đã đề nghị Björk đến phòng thu của anh tại Tây Ban Nha. Björk tìm đến Málaga và thu xếp để gặp gỡ nhạc công guitar flamenco Raimundo Amador. Björk ban đầu chỉ dự định nán lại Málaga ít lâu, nhưng sau đó quyết định thu âm toàn bộ Homogenic tại đó. Cô thực hiện chuyến đi cuối cùng tại quê nhà trước khi ở lại Tây Ban Nha. Sau khi Björk hoàn thiện kể từ lúc chuyển về Luân Đôn, cô trở về Iceland trong dịp lễ Giáng sinh. Lúc ở đó, cô viết thêm nhiều bài hát mới cho Homogenic, trong đó có "Jóga". Trước khi trở lại Tây Ban Nha để thu âm, Björk phải hoãn lại bởi chuyến lưu diễn quảng bá kéo dài hai tuần cho album phối lại Telegram vừa phát hành.
Sau khi trở lại phòng thu tại Tây Ban Nha vào cuối tháng 1, Björk quyết định ngừng hợp tác với nhà sản xuất Nellee Hooper, người từng sản xuất Debut và Post, khi Björk khẳng định "cả hai đã không còn làm nhau ngạc nhiên nữa". Sau khi dự định sản xuất album này một mình, cô hủy bỏ ý tưởng trên và tìm kiếm một nhóm cộng tác viên gần gũi, bao gồm Dravs, Howie B, Guy Sigsworth và Mark Bell từ ban nhạc LFO. Howie B từng cộng tác với Björk trong Debut và Post, trong khi Sigsworth từng chơi harpsichord trong Post. Nhóm nhạc hip hop Mỹ Wu-Tang Clan suýt tham gia trong quá trình sản xuất Homogenic, nhưng bất thành do phải thực hiện album Wu-Tang Forever với thời gian hoàn thiện kéo dài hơn dự kiến. Hầu hết các giai điệu trong album đều do Björk sáng tác, sau đó được cô soạn theo nhạc cụ bộ dây trên bàn phím Casio và mang chúng đến cho những người lập trình để thêm các mẫu giai điệu phù hợp.
Homogenic đánh dấu lần hợp tác sản xuất đầu tiên giữa Björk và Mark Bell, người mà cô từng có nguyện vọng hợp tác trong các album Debut và Post. Mark Bell xuất hiện trong phần lớn giai đoạn sản xuất của album, trong đó có bài hát "Pluto", "Alarm Call" và dòng âm bass trong "Jóga". Björk khẳng định sự hợp tác cùng Bell rằng cô "tin tưởng và tôn trọng những gì [Bell] thực hiện cho tôi. Nếu phải nói ai là người ảnh hưởng đến tôi nhiều nhất, đó sẽ là Stockhausen, Kraftwerk, Brian Eno và Mark Bell". Giai đoạn sản xuất album có bao gồm các phương thức thu âm không chính thống, khi Björk muốn thu âm ngoài ban công và sử dụng những người không có chuyên môn để giúp đỡ sản xuất, như người giữ trẻ Rebecca Storey được nhận vào đội ngũ sản xuất sau khi bộc lộ hứng thú với dụng cụ sản xuất. Cải biên bộ dây được thêm vào cuối giai đoạn thu âm. Một người bạn của Björk, Eumir Deodato, tham gia chỉ đạo, chuyển biên và sáng tác một số phần của một vài bài hát mà Björk chưa tự cải biên. Nhằm giữ nguyên đề tài Iceland của album, Björk thuê lại nhóm Icelandic String Octet. Đến tháng 6 năm 1997, album này bị chậm tiến độ, trong khi Björk vẫn còn hoài nghi về danh sách bài hát sau cùng và không hài lòng với một số giọng nền thu âm.

## Sáng tác
Trước khi bắt tay sản xuất Homogenic, Björk muốn thực hiện album với "một âm thanh giản dị" và "chỉ một gia vị duy nhất". Heather Phares từ Allmusic gọi âm thanh của Homogenic là "tập hợp các bộ dây lạnh nhạt, tiếng lắp bắp, nhịp trừu tượng và những nét độc đáo từ phong cầm hay glass harmonica". Album này có phong cách khác biệt so với hai sản phẩm trước của cô và Neva Chonin từ Rolling Stone khẳng định album "dành cho những người hâm mộ tìm kiếm tập hợp những giai điệu ngọt ngào và rộn ràng hăng hái từ những sản phẩm trước đây của cô ấy".
Björk muốn Homogenic có khái niệm tập trung vào quê nhà Iceland của cô. Nhà sản xuất Markus Dravs gợi lại việc Björk muốn album này nghe như "một núi lửa dữ dội với rêu mềm phủ đầy..." Trong một buổi phỏng vấn cùng Oor, Björk giải thích "tại Iceland, mọi thứ đều xoay quanh thiên nhiên, 24 giờ mỗi ngày. Động đất, bão tuyết, mưa, đá, núi lửa phun trào, mạch nước phun... Vô cùng sơ yếu và không thể kiểm soát. Nhưng ở một phía khác, Iceland lại vô cùng đương đại; mọi thứ đều cao cấp. Lượng người sở hữu máy vi tính vẫn nhiều như mọi nơi khác trên thế giới. Điều mâu thuẫn đó cũng được đề cập trong Homogenic. Nhịp điện tử chính là nhịp điệu, là nhịp đập. Những tiếng vĩ cầm thì tạo nên quang cảnh và sắc thái xưa cũ."
Giọng hát của Björk trong Homogenic trải dài từ những tiếng thét âm nguyên thủy đến phương pháp ca hát truyền thống sử dụng bởi nam ca đoàn người Iceland, một sự kết hợp giữa nói và hát được minh hoạ trong bài hát "Unravel". Phần lớn các bài hát trong Homogenic có ca từ về tình yêu và các mối tình đổ vỡ. Björk sáng tác "Jóga" để tri ân người bạn thân của mình. Cô gọi "All is Full of Love" là bài hát về "sự tin tưởng trong tình yêu" và "tình yêu không chỉ có ở hai cá thể. Chúng ở mọi nơi quanh bạn". "All Neon Like" có chứa những trích đoạn của một bài thơ mà Björk viết, có tên là "Techno Prayer" vào năm 1996. Bài hát "5 Years" xuất hiện ở hình thức trực tiếp một vài tuần sau khi cô chia tay với nhạc sĩ Tricky và các nhà phê bình âm nhạc xem đây là lời đáp trả đến sự việc trên. "Bachelorette" ban đầu được viết cho đạo diễn Bernardo Bertolucci với bộ phim Stealing Beauty. Björk sau đó gửi fax cho Bertolucci, đính chính bài hát này thay vào đó sẽ dùng cho album của cô. Nhà thơ người Iceland Sjón sáng tác nên "Bachelorette" và "Jóga", vì Björk muốn sử dụng ca từ mang tính sử thi. "Immature" viết về những lỗi lầm trong các mối tình trước đây, không lâu sau khi cô chia tay với Goldie. Björk mô tả "Pluto" nói về "việc bị kìm hãm, cần phải phá hủy mọi thứ để bạn có thể bắt đầu trở lại". "Unravel" là bài hát về tình yêu buồn phiền, với những tia hi vọng ngắn ngủi.

## Phát hành
Homogenic phát hành muộn hơn thời gian hãng One Little Indian Records đã dự kiến. Björk bị chậm tiến độ và phải chụp lại ảnh bìa album do Nick Knight thực hiện. Đến cuối tháng 8 năm 1997, One Little Indian đã hoãn phát hành album này đến một tháng. Homogenic ra mắt vào ngày 22 tháng 9 năm 1997 bởi One Little Indian tại Anh Quốc và vào ngày 23 tháng 9 bởi Elektra Records tại Bắc Mỹ bằng định dạng CD và cassette. Album sau đó xuất bản qua định dạng đĩa than và DualDisc. Phiên bản Nhật Bản của Homogenic có chứa nhiều bài hát bổ sung và phiên bản phối lại của nhiều bài hát. Lần phát hành DualDisc với toàn bộ album ở mặt CD cùng định dạng âm thanh tốt hơn và các video âm nhạc của các đĩa đơn xuất hiện ở mặt DVD.
Chủ đề của album phản ánh trên thiết kế đồ họa do Alexander McQueen thực hiện. Björk tìm đến McQueen và giải thích người viết nên Homogenic là kẻ "trở thành một chiến binh. Một chiến binh chiến đấu không phải bằng vũ khí mà là bằng tình yêu. Tôi đội 10 kilogram tóc trên đầu mình với kính sát tròng đặc biệt và một bộ móng tay khiến tôi không thể ăn bằng tay, cùng một dải băng quanh eo mình và một đôi guốc cao nên tôi không thể đi lại dễ dàng".
Có 5 trong số 10 bài hát xuất hiện trong Homogenic được chọn phát hành làm đĩa đơn. Một video âm nhạc cho "Jóga" do đạo diễn Michel Gondry thực hiện ghi hình vào giữa năm 1997 và ra mắt dưới dạng đĩa đơn đầu tiên từ album. "Bachelorette" phát hành vào tháng 12 năm 1997 với một video âm nhạc khác đạo diễn bởi Gondry. Năm 1998, có hai đĩa đơn được phát hành: "Hunter", với video âm nhạc do Paul White đạo diễn và "Alarm Call" cùng video âm nhạc do Alexander McQueen đạo diễn. Đĩa đơn cuối cùng từ Homogenic là "All Is Full of Love", phát hành vào năm 1999, với một video âm nhạc đạo diễn bởi Chris Cunningham. "Jóga" là đĩa đơn duy nhất không lọt vào bất kỳ bảng xếp hạng nào tại Anh Quốc, trong khi "All Is Full of Love" là đĩa đơn duy nhất xếp hạng tại Hoa Kỳ, đạt đến vị trí thứ 8 trên Hot Dance Singles Sales.

### Lưu diễn

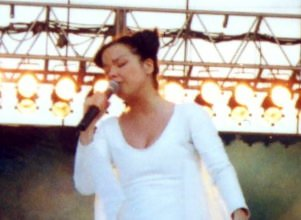
Björk đang trình diễn tại Ruisrock, Turku, Phần Lan vào ngày 28 tháng 6 năm 1998.

Vì Homogenic bị hoãn phát hành đến một tháng, chuyến lưu diễn của album bắt đầu khi khán giả vẫn còn chưa biết đến các bài hát từ album. Chuyến lưu diễn khởi động vào đầu tháng 9 cùng một ban nhạc hỗ trợ chỉ bao gồm Mark Bell và dừng chân tại Đức, Hà Lan, Pháp, Bỉ, Tây Ban Nha và Anh. Những đêm diễn trực tiếp này diễn ra trong nửa tiếng đồng hồ và chỉ bao gồm những bài hát mới. Một chuyến lưu diễn khác bắt đầu vào cuối tháng 10 và diễn ra chưa tới 4 tuần. Các điểm dừng chân của chuyến lưu diễn này bao gồm Ý, Thụy Sĩ, Pháp, Anh, Scotland, Đức, Ireland và Đan Mạch. Vào cuối tháng 11, Björk được chẩn đoán mắc bệnh viêm thận và trong khi vẫn còn khỏe mạnh, cô được khuyên nên có 3 tuần nghỉ ngơi và sau cùng buộc phải hủy chặng lưu diễn tại Hoa Kỳ. Năm 1998, có thông báo về một chuyến lưu diễn Bắc Mỹ cùng ban nhạc Radiohead nhưng sau đó bị hủy do gặp trục trặc trong việc thay đổi sân khấu giữa các màn trình diễn. Björk có một chuyến lưu diễn nữa vào giữa năm 1998 rộng khắp châu Âu và ở các quốc gia khác như Chile, Brazil và Argentina. Tiết mục mở đầu phân chia trong chuyến lưu diễn có bao gồm nhạc công điện tử µ-Ziq.

## Tiếp nhận
| Đánh giá chuyên môn  | Đánh giá chuyên môn |
| Nguồn đánh giá       | Nguồn đánh giá      |
| Nguồn                | Đánh giá            |
| -------------------- | ------------------- |
| Allmusic             | [ 20 ]              |
| The A.V. Club        | (trái chiều)        |
| Robert Christgau     | [ 46 ]              |
| Entertainment Weekly | (A)                 |
| NME                  | (9/10)              |
| Pitchfork Media      | (9.9/10)            |
| Rolling Stone        | [ 21 ]              |
| Slant Magazine       | [ 49 ]              |
| Spin                 | (9/10)              |
| Tiny Mix Tapes       | [ 3 ]               |

Ngay từ khi phát hành, Homogenic mang về những lời khen ngợi từ các nhà phê bình âm nhạc. Entertainment Weekly cho album điểm A, khẳng định "Đây là minh chứng cho nét kỳ quái tiếp nối của Bjork mà ngay cả lời đề nghị trước những người trưởng thành cũng trở nên sai lệch một cách thú vị". Rolling Stone phong tặng album 4/5 sao, gọi đây là "một trong những album táo bạo và lý thú nhất của năm". NME cho album đánh giá 9/10, gọi đây "gần như là [đĩa thu âm] kỳ quái nhất, cũng là [sản phẩm] tốt nhất từ cô ấy" và khen ngợi "tính xúc cảm, được trau chuốt kỹ càng và hấp dẫn [...] cũng như sự hoan hỉ chua cay cho tinh thần thám hiểm." Một đánh giá tiêu cực hơn đến từ Stephen Thompson của The A.V. Club, người cho rằng "Homogenic đủ kiểu cách và sáng tạo không ngừng nghỉ như mọi người mong mỏi, nhưng album hiếm khi cho những bài hát của Björk một cơ hội để khẳng định mình". Heather Phares từ Allmusic cho Homogenic đánh giá 5/5 sao, nhận xét album đã "đập tan hình ảnh 'cô tiên người Iceland'" của Björk và "cho thấy một vài trong số những đỉnh điểm ấn tượng của cô ấy".
Homogenic xếp hạng cao trong các danh sách cuối năm của giới phê bình Mỹ. Trong cuộc bình chọn của các nhà phê bình Pazz & Jop trên trang Village Voice, album xếp ở vị trí thứ 9. Spin xếp album ở vị trí thứ 4 trong danh sách "20 album của năm". Các nhà phê bình Anh Quốc tiếp tục xếp album trong các bảng bình chọn tương tự, với Melody Maker xếp album ở vị trí thứ 23 trong danh sách "Album của năm" và NME xếp ở vị trí thứ 15 trong danh sách "Bình chọn của các nhà phê bình". Homogenic giành một đề cử giải Grammy cho "Album Alternative xuất sắc nhất" tại mùa giải năm 1998, nhưng để lỡ vào tay Radiohead cùng OK Computer. Video âm nhạc của "Bachelorette" do Michel Gondry đạo diễn giành đề cử giải Grammy cho "Video dạng ngắn xuất sắc nhất" trong mùa giải năm kế tiếp, nhưng tiếp tục để lỡ vào tay Madonna cùng "Ray of Light". Homogenic còn đem về cho Björk giải Brit cho "Nữ nghệ sĩ quốc tế xuất sắc nhất".
Những đánh giá sau này đến album vẫn đa phần là tích cực. Ryan Schrieber từ Pitchfork Media cho Homogenic điểm 9.9/10, khẳng định album "tuyệt đối xuất sắc". Vào năm 2002, Homogenic xếp ở vị trí thứ 10 trong danh sách "Album nhạc điện tử xuất sắc nhất thế kỷ 20". Vào năm 2003, album xuất hiện ở vị trí thứ 21 trong danh sách "100 album của thập niên 1990" của trang Pitchfork Media, khẳng định đây là "một trong những đĩa thu âm thành hình hoàn hảo nhất ở bất kỳ kỷ nguyên nào và hoàn toàn có thể Björk sẽ không bao giờ đạt đến cấp độ của vẻ đẹp kiên định mê hoặc như thế lần nữa". Vào năm 2007, Slant Magazine đánh giá album 5/5 sao, gọi Homogenic là đĩa thu âm "hoa mỹ và gợi tả" và là một trong những album xuất sắc nhất thập niên 1990. Vào năm 2007, Spin có thêm một bài nhận xét khác đến Homogenic với đánh giá tuyệt đối 5 sao. Vào năm 2011, Slant Magazine tiếp tục xếp album này ở vị trí đầu bảng trong danh sách "Album xuất sắc nhất thập niên 1990".

### Diễn biến thương mại
Tại Anh Quốc, Homogenic lần đầu xếp hạng vào ngày 4 tháng 10 năm 1997, trụ vững 13 tuần lễ trong bảng xếp hạng, đạt đến vị trí số 4 và British Phonographic Industry chứng nhận đĩa Vàng vào ngày 17 tháng 10 năm 1997. Album mở đầu ở vị trí thứ 6 trên Australian Albums Chart vào ngày 12 tháng 10 năm 1997 và trụ lại 5 tuần trong bảng xếp hạng. Tại New Zealand, album mở đầu ở vị trí thứ 8 vào ngày 19 tháng 10 năm 1997 và kết thúc vào ngày 16 tháng 11 năm 1997 tại vị trí thứ 37.
Homogenic mở đầu tại vị trí thứ 20 trên Canadian Albums Chart, đánh dấu album đầu tiên của Björk xếp hạng tại Canada và chỉ xuất hiện trong một tuần duy nhất. Trong lần phát hành gốc, album xếp hạng tại Hoa Kỳ kể từ ngày 11 tháng 10 năm 1997, trụ lại trong 9 tuần và đạt đến vị trí thứ 28. Album đạt chứng nhận đĩa Vàng vào ngày 31 tháng 8 năm 2001 bởi Hiệp hội Công nghiệp ghi âm Hoa Kỳ (RIAA) với doanh số đạt 500.000 bản.

## Danh sách bài hát
Tất cả bài hát đều được sáng tác bởi Björk và sản xuất bởi Björk và Mark Bell, ngoại trừ nơi ghi chú.
| STT | Nhan đề               | Sáng tác             | Sản xuất         | Thời lượng |
| --- | --------------------- | -------------------- | ---------------- | ---------- |
| 1.  | "Hunter"              |                      |                  | 4:15       |
| 2.  | "Jóga"                | Björk, Sjón          |                  | 5:05       |
| 3.  | "Unravel"             | Björk, Guy Sigsworth | Björk, Sigsworth | 3:21       |
| 4.  | "Bachelorette"        | Björk, Sjón          | Björk            | 5:12       |
| 5.  | "All Neon Like"       |                      |                  | 5:53       |
| 6.  | "5 Years"             |                      |                  | 4:29       |
| 7.  | "Immature"            |                      | Mark Bell        | 3:06       |
| 8.  | "Alarm Call"          |                      |                  | 4:19       |
| 9.  | "Pluto"               | Björk, Bell          |                  | 3:20       |
| 10. | "All Is Full of Love" |                      | Howie B          | 4:32       |

| Bài hát bổ sung tại Nhật | Bài hát bổ sung tại Nhật                   | Bài hát bổ sung tại Nhật | Bài hát bổ sung tại Nhật |
| STT                      | Nhan đề                                    | Sáng tác                 | Thời lượng               |
| ------------------------ | ------------------------------------------ | ------------------------ | ------------------------ |
| 11.                      | "Jóga" (Bản phối chính của Howie B)        | Björk, Sjón              | 5:00                     |
| 12.                      | "Sod Off"                                  |                          | 2:54                     |
| 13.                      | "Immature" (Phiên bản của Björk)           |                          | 2:48                     |
| 14.                      | "So Broken" (hợp tác cùng Raimundo Amador) |                          | 5:59                     |
| 15.                      | "Nature Is Ancient"                        | Björk, Bell              | 3:39                     |
| 16.                      | "Jóga" (Phối lại bởi Alec Empire)          | Björk, Sjón              | 8:44                     |

| DualDisc/Surrounded | DualDisc/Surrounded                                                   | DualDisc/Surrounded | DualDisc/Surrounded |
| STT                 | Nhan đề                                                               | Sáng tác            | Thời lượng          |
| ------------------- | --------------------------------------------------------------------- | ------------------- | ------------------- |
| 1.                  | "Hunter" (Bản phối của Dolby Surround)                                |                     | 4:15                |
| 2.                  | "Jóga" (Bản phối của Dolby Surround)                                  | Björk, Sjón         | 5:05                |
| 3.                  | "Unravel" (Bản phối của Dolby Surround)                               | Björk, Sigsworth    | 3:17                |
| 4.                  | "Bachelorette" (Bản phối của Dolby Surround)                          | Björk, Sjón         | 5:15                |
| 5.                  | "All Neon Like" (Bản phối của Dolby Surround)                         |                     | 5:53                |
| 6.                  | "5 Years" (Bản phối của Dolby Surround)                               |                     | 4:29                |
| 7.                  | "Immature" (Bản phối của Dolby Surround)                              |                     | 3:06                |
| 8.                  | "Alarm Call" (Bản phối của Dolby Surround)                            |                     | 4:19                |
| 9.                  | "Pluto" (Bản phối của Dolby Surround)                                 | Björk, Bell         | 3:21                |
| 10.                 | "All Is Full of Love" (phiên bản video) (Bản phối của Dolby Surround) |                     | 4:46                |
| 11.                 | "Jóga" (video âm nhạc)                                                |                     |                     |
| 12.                 | "Bachelorette" (video âm nhạc)                                        |                     |                     |
| 13.                 | "Hunter" (video âm nhạc)                                              |                     |                     |
| 14.                 | "Alarm Call" (video âm nhạc)                                          |                     |                     |
| 15.                 | "All Is Full of Love" (video âm nhạc)                                 |                     |                     |

## Những người thực hiện
| - Alasdair Alloy – glass harmonica - Vaughan Armon – vĩ cầm - Mark Bell – nhạc cụ phím - Sigurbjorn Bernhardsson – vĩ cầm - Mark Berrow – vĩ cầm - Björk – nhạc cụ phím - Mike Brittain – bass - Jeffrey Bryant – kèn săn - Roger Chase – viola - Ben Cruft – vĩ cầm - Sigrun Edvaldsdottir – vĩ cầm - Paul Gardhaim – bass - Roger Garland – vĩ cầm - Wilfred Gibson – vĩ cầm - Isobel Griffiths – đấu thầu dàn nhạc - Sigurdur Bjarki Gunnarsson – trung hồ cầm - Hrund Hardardottir – viola - Bill Hawkes – viola - Steve Henderson – timbales, tympani - Paul Kegg – trung hồ cầm - Yasuhiro Kobayashi – phong cầm - Peter Lale – viola - Chris Laurence – bass - Helen Liebmann – trung hồ cầm - Martin Loveday – trung hồ cầm - Alasdair Malloy – glass harmonica - Perry Mason – vĩ cầm - Jim McLeod – vĩ cầm - Perry Montague-Mason – vĩ cầm - Trevor Morais – trống, trống điện tử - Jon R. Ornolfsson – trung hồ cầm - Peter Oxer – vĩ cầm - Paul Pritchard – bass - Maciej Rakowski – vĩ cầm - Frank Ricotti – trống lẫy - George Robertson – viola - Guy Sigsworth – clavichord, nhạc cụ phím, đại phong cầm - Moeidur Anna Sigurdardottir – viola - Una Sveinbjarnardottir – vĩ cầm - Mike Thompson – kèn săn - Sif Tulinius – vĩ cầm - John Tunnell – trung hồ cầm - Helen Tunstall – hạc cầm - Gavyn Wright – vĩ cầm | - Björk – cải biên, lập trình, nhà sản xuất - Howie B – lập trình, nhà sản xuất, phối âm - Mark Bell – lập trình, nhà sản xuất, lập trình trống, ban nhóm - Danny Joe Brown Band – lập trình, trợ lý phối âm - Richard Brown – lập trình - Kirsten Cowie – trợ lý phối âm, trợ lý - Eumir Deodato – cải biên, phối dàn nhạc, chuyển biên - Marius de Vries – lập trình - Markus Dravs – lập trình, nhà sản xuất, kỹ sư, lập trình trống, ban nhóm - Katy England – nhà tạo mẫu - Jason Groucott – trợ lý phối âm, trợ lý - Nick Knight – nhiếp ảnh gia - James Loughrey – trợ lý phối âm, trợ lý - Alexander McQueen – chỉ đạo nghệ thuật - Sie Medway-Smith – trợ lý phối âm, trợ lý - Rob Murphy – trợ lý phối âm, trợ lý - Russel Polden – trợ lý phối âm, trợ lý - Steve Price – kỹ sư - Guy Sigsworth – nhà sản xuất - Tony Stanton – sao chép - Mark "Spike" Stent – phối âm, ban nhóm - Rebecca Storey – trợ lý phối âm, trợ lý - Paul Walton – trợ lý phối âm - Jason Westbrook – trợ lý phối âm, trợ lý |

## Xếp hạng
| Bảng xếp hạng (1997–98)            | Thứ hạng cao nhất |
| ---------------------------------- | ----------------- |
| Australian Albums (ARIA)           | 6                 |
| Austrian Albums (Ö3 Austria)       | 5                 |
| Belgian Albums (Ultratop Flanders) | 6                 |
| Belgian Albums (Ultratop Wallonia) | 13                |
| Canadian Albums (RPM)              | 20                |
| Dutch Albums (MegaCharts)          | 12                |
| Finnish Albums (Musiikkituottajat) | 10                |
| French Albums (SNEP)               | 2                 |
| German Albums (Media Control)      | 10                |
| Japanese Albums (Oricon)           | 26                |
| New Zealand Albums (RIANZ)         | 6                 |
| Norwegian Albums (VG-lista)        | 3                 |
| Swedish Albums (Sverigetopplistan) | 5                 |
| Swiss Albums (Schweizer Hitparade) | 13                |
| UK Albums (OCC)                    | 4                 |
| US Billboard 200                   | 28                |

## Chứng nhận doanh số
| Quốc gia                                                                           | Chứng nhận | Số đơn vị/doanh số chứng nhận |
| ---------------------------------------------------------------------------------- | ---------- | ----------------------------- |
| Canada (Music Canada)                                                              | Vàng       | 50.000^                       |
| Thụy Sĩ (IFPI)                                                                     | Vàng       | 25.000^                       |
| Anh Quốc (BPI)                                                                     | Vàng       | 100.000^                      |
| Hoa Kỳ (RIAA)                                                                      | Vàng       | 500.000^                      |
| Tổng hợp                                                                           |            |                               |
| Châu Âu (IFPI)                                                                     | Bạch kim   | 1.000.000*                    |
| * Chứng nhận dựa theo doanh số tiêu thụ. ^ Chứng nhận dựa theo doanh số nhập hàng. |            |                               |